# الشرق أحمر (أغنية)
الشرق أحمر (بالصينية: 東方紅)(بالبينيين: Dōngfāng Hóng) هي أغنية ثورية صينية كانت النشيد الوطني الفعلي لجمهورية الصين الشعبية خلال الثورة الثقافية في الستينيات. نُسبت كلمات الأغنية إلى لي يويوان (بالصينية: 李有源)، وهو مزارع من شانبي (في مقاطعة شنشي الشمالية)، اشتُق اللحن من أغنية حب محلية يغنيها الفلاحون المحليون اسمها نغمة الحصان الأبيض(بالصينية: 白马 调)، والمعروفة أيضًا باسم زيت السمسم (بالصينية: 芝麻油)، والتي انتشرت بين الناس على نطاق واسع في المنطقة حول يانان في ثلاثينيات القرن الماضي. يُزعم أن الفلاح حصل على إلهامه لكتابة الأغنية عند رؤية شروق الشمس في صباح يوم مشمس.

## كلمات
| الصينية المبسطة | الصينية التقليدية | بينيين | العربية |
| --- | --- | --- | --- |
| 东方红，太阳升， 中国出了个毛泽东。 他为人民谋幸福， 呼尔嗨哟，他是人民大救星！ 毛主席，爱人民， 他是我们的带路人， 为了建设新中国， 呼尔嗨哟，领导我们向前进！ 共产党，像太阳， 照到哪里哪里亮。 哪里有了共产党， 呼尔嗨哟，哪里人民得解放！ | 東方紅，太陽升。 中國出了個毛澤東。 他為人民謀幸福， 呼爾嗨喲，他是人民大救星！ 毛主席，愛人民， 他是我們的帶路人， 為了建設新中國， 呼爾嗨喲，領導我們向前進！ 共產黨，像太陽， 照到哪裡哪裡亮， 哪裡有了共產黨， 呼爾嗨喲，哪裡人民得解放！ | Dōngfāng hóng, tàiyáng shēng, Zhōngguó chū liǎo ge Máo Zédōng, Tā wèi rénmín móu xìngfú, Hū ěr hei yo, tā shì rénmín dà jiù xīng ! Máo zhǔxí, ài rénmín, Tā shì wǒmén de dài lù rén Wèi liǎo jiànshè xīn Zhōngguó, Hū ěr hei yo, lǐngdǎo wǒmén xiàng qiánjìn ! Gòngchǎndǎng, xiàng tàiyáng, Zhào dào nǎlǐ nǎlǐ liàng, Nǎlǐ yǒu liao Gòngchǎndǎng, Hū ěr hei yo, nǎlǐ rénmín dé jiěfàng ! | الشرق أحمر والشمس تشرق، شهدت الصين ولادة ماو تسي تونغ، يعمل من أجل إسعاد الناس، مرحى، إنه منقذ الشعب العظيم! الرئيس ماو يحب الناس، هو مرشدنا، لبناء الصين الجديدة، مرحى، قدنا إلى الأمام! الحزب الشيوعي مثل الشمس، تألقها يجلب الضوء في كل مكان، أينما كان الحزب الشيوعي، مرحى، ينال الشعب الحرية! |

## التاريخ

### التاريخ المبكر
كلمات أغنية الشرق أحمر مقتبسة من أغنية شعبية قديمة عن الحب في شنشي. غالبًا ما تغير كلمات الأغاني اعتمادًا على المغني. أُنتجت كلمات الاغنية الحديثة في عام 1942، أثناء الحرب الصينية اليابانية الثانية، ونُسبت إلى مزارع من شمال شنشي، اسمه لي يويوان. من الممكن أن تكون هناك نسخة سابقة أشارت إلى ليو تشيدان، البطل الشيوعي المحلي، الذي قُتل في شانشي عام 1936. في وقت لاحق، حل اسم ماو محل ليو في كلمات الأغاني. كانت الأغنية شائعة في منطقة القاعدة الشيوعية في يانان، لكنها أصبحت أقل شعبية بعد فوز الحزب الشيوعي الصيني في الحرب الأهلية الصينية وتأسيس جمهورية الصين الشعبية في عام 1949، ربما لأن بعض كبار قادة الحزب لم يوافقوا على تصوير الأغنية لماو تسي تونغ على أنه منقذ الصين.
تصور كلمات أغنية الشرق أحمر ماو تسي تونغ كشخصية مثالية، وكان تعميم ماو لـالشرق أحمر أحد أولى جهوده للترويج لصورته كبطل مثالي في الثقافة الشعبية الصينية بعد الحرب الكورية. في عام 1956، اقترح المفوض السياسي على وزير الدفاع الصيني، بنغ دهواي، أن تردس الأغنية للقوات الصينية، لكن بينغ عارض دعاية ماو، قائلاً هذه عبادة شخصية! هذه هي المثالية! ساهمت معارضة بينغ لـالشرق أحمر وعبادة شخصية ماو الأولية بشكل عام، في اقصاء ماو لبينغ في عام 1959. بعد اقصاء بينغ، سرع ماو جهوده لبناء عبادة شخصيته، وبحلول عام 1966 نجح في غناء أغنية الشرق أحمر بدلاً من النشيد الوطني للصين بصفة غير رسمية.
في عام 1964، استخدم تشوان لاي أغنية الشرق أحمر باعتبارها الجوقة المركزية للمسرحية التي ابتكرها لتعزيز عبادة شخصية ماو تسي تونغ، حيث كان العنوان الأصلي هو المسيرة إلى الأمام تحت راية افكار ماو تسي تونغ. عمل تشوان أيضًا كمنتج مشارك وكاتب رئيسي ومخرج للمسرحية. كان الموضوع الرئيسي للمسرحية هو أن ماو كان الشخص الوحيد القادر على قيادة الحزب الشيوعي الصيني إلى النصر. قدم المسرحية 2000 فنان ورافقها جوقة وأوركسترا قوامها 1000 شخص. عرضت مرارًا وتكرارًا في بكين في قاعة الشعب الكبرى من أجل ضمان أن يتمكن جميع السكان من مشاهدته - كان هذا التوقيت في نفس اليوم الوطني الخامس عشر لجمهورية الصين الشعبية، وصنع فيلم لاحقًا معتمد على المسرحية، وعرض الفيلم في جميع أنحاء الصين - بحلول ذلك الوقت، كان كلا من الفلم والمسرحية تحت عنوان الشرق أحمر. في هذه المسرحية سمعت النسخة المحددة للأغنية لأول مرة، وستكون هذه هي النسخة المستخدمة خلال سنوات الثورة الثقافية حتى عام 1969.
أثناء الثورة الثقافية (1966-1976) تم اقصاء تيان هان، مؤلف النشيد الوطني الرسمي للصين، مسيرة المتطوعين، لذلك نادرًا ما تم استخدام أغنيته. استخدمت الشرق أحمر نشيد وطني غير رسمي للصين خلال هذه الفترة. تم تشغيل الأغنية في البلدات والقرى في جميع أنحاء الصين. لا تزال دار جمارك شنغهاي في منطقة البوند تعزف الأغنية بدلاً من أجراس وستمنستر التي كانت تعزف من قبل البريطانيون في شنغهاي في الأصل، وبدأت محطة الصين القومية كل يوم من خلال تشغيل الأغنية على مجموعة من الأجراس البرونزية التي ألقيت قبل أكثر من 2000 عام، خلال فترة الممالك المتحاربة. كان بدأ البث الإذاعي والتلفزيوني في جميع أنحاء البلاد عادة بأغنية الشرق أحمر في الصباح أو في وقت مبكر من المساء، وينتهي بأغنية نشيد الأممية. في عام 1967، غير اسم أوجمي في مقاطعة اقتوو، سنجان إلى الشرق أحمر (بالصينية: 东方红公社).
ومع ذلك، اكتشف بعض المستمعين الحريصين أن كلمات هاتين الأغنيتين أحدثت مفارقة: الشرق أحمر يشيد بماو باعتباره المنقذ العظيم للشعب، بينما تعلن الأممية أنه لا يوجد منقذ أعلى.
بعد أن أطلقت الصين دونج فانج هونج 1، أول قمر صناعي لها، في عام 1970، كانت الشرق أحمر أول إشارة ترسلها المركبة إلى الأرض. لكن مكانتها كنشيد وطني غير رسمي انتهت في نفس العام، احتفالًا بالذكرى السنوية الـ 21 لتأسيس الجمهورية الشعبية، بدأ عزف مسيرة المتطوعين، مرة أخرى بشكل عام في الأحداث الوطنية.

### الصين الحديثة
بسبب ارتباطها بالثورة الثقافية، نادرًا ما تُسمع الأغنية بعد صعود دنغ شياو بينغ في أواخر السبعينيات. اليوم في الصين، يعتبر البعض الأغنية بمثابة تذكير غير لائق إلى حد ما بعبادة الشخصية المرتبطة بماو. استبدل استخدامه الرسمي إلى حد كبير بـمسيرة المتطوعين، التي لا تذكر كلماتها بالحزب الشيوعي ولا ماو. لا يزال تسمع الشرق أحمر بشكل شائع في التسجيلات التي تشغل بواسطة ولاعات السجائر الإلكترونية التي تحمل وجه ماو والتي تحظى بشعبية بين السياح.
لا تزال نغمة الشرق أحمر شائعة في الثقافة الشعبية الصينية. في عام 2009، تم التصويت عليها باعتبارها الأغنية الوطنية الأكثر شعبية في استطلاع على الإنترنت تديره الحكومة الصينية. كان يستخدم كلحن اأجراس الساعات مثل ساعات محطة سكة حديد بكين، مبنى تلغراف بكين، شنغهاي كوستم هاوس وكذلك برج دروم في شيان.
استخدمت بعض المحطات الإذاعية في الصين الشرق أحمر كإشارة فاصلة، بما في ذلك راديو الصين الدولي، ومحطة راديو الشعب في شينجيانغ.

## روابط خارجية
- شمس الصباح
- 1963 فيديو موسيقي للأغنية